# Plane (Bach)

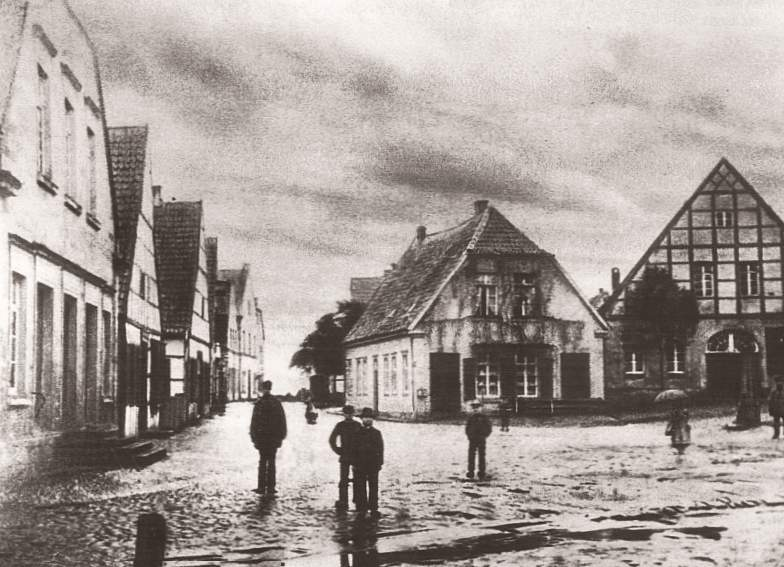
Die Plane am Unteren Markt 1880

Die Plane ist ein im Jahr 1859 versiegter Bach bei Ibbenbüren im westfälischen Tecklenburger Land. In früheren Jahren versah er Ibbenbüren mit dem Beinamen Ibbenbüren an der Plane. Er war der einzige Bach, der vom Schafberg nach Süden verlief. Alle anderen Gewässer vom Schafberg laufen nach Norden oder Westen. Infolge der Bergbautätigkeit in der Region wurde dem Fluss das Wasser entzogen und er versiegte. Episodisch nach starken Regenfällen findet er jedoch wieder ins Leben zurück.

## Verlauf

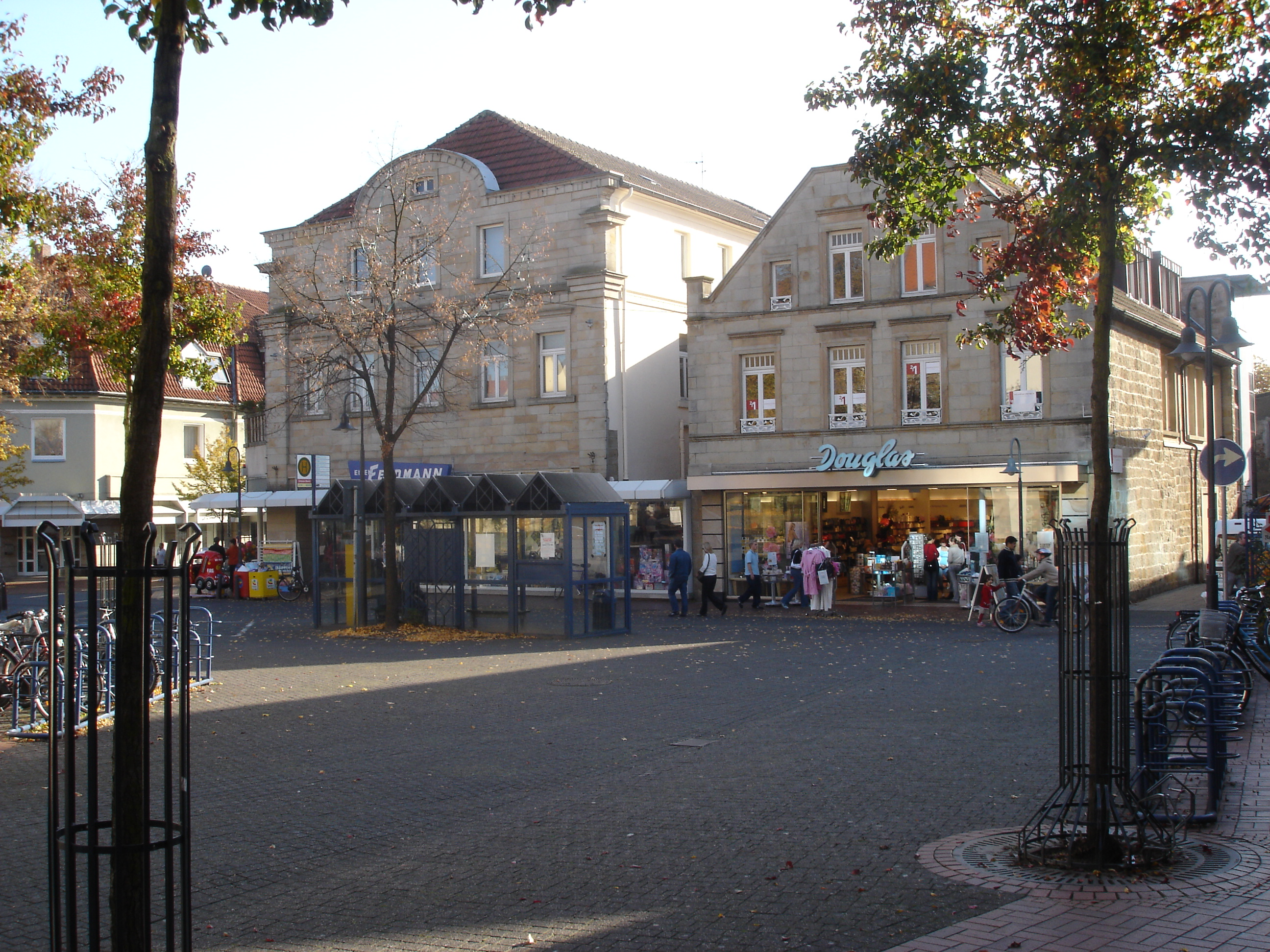
Am Unteren Markt entstand aus Brunne und Kürtelbecke die Plane

Die Plane war ein Bachsystem aus verschiedenen Bächen, die vom Schafberg ins Tal von Ibbenbüren verliefen. Die eigentliche Plane begann erst am Unteren Markt in Ibbenbüren. Hier vereinten sich die Brunne und die Kürtelbecke. Die Brunne wird jedoch landläufig als Plane bezeichnet.

### Brunne
Die Brunne hatte ihre Quelle auf dem Schafberg, etwa dort, wo sich heute die Kreuzung der ehemaligen Bundesstraßen 65 und 219 befindet. Von dort aus stürzte der wasserreiche Gebirgsbach dem Tal entgegen. Er floss die steile heutige Osnabrücker Straße Richtung Innenstadt hinunter. Unterhalb des Von-der-Heydt-Schachts nahm er den Fischbach auf, einen von den ehemaligen Bergteichen abfließenden Bach, und floss weiter zur Schleifmühle von Welp. Diese befand sich gegenüber der heutigen Gastwirtschaft Leugermann. Die Gewalt, die das Wasser auswirkte, wird einem deutlich, wenn man durch das tiefe Tal, das der Gebirgsbach ausgewaschen hat, fährt. Dieses gesamte Tal ist nur durch die Jahrhunderte andauernde Kraft dieses Baches entstanden. Weiter talwärts speiste er die ehemaligen Brandteiche, die zum Antrieb der Mahlmühle Goecke im heutigen Heldermannpark dienten. Vom heutigen Heldermannpark floss das Wasser dem Namensgeber der Brunne zu, der Waschanstalt von Ibbenbüren. Diese befand sich in der Bahnhofstraße; an dieser Stelle steht heute ein Brunnen mit Bachlauf, der an die einstige Plane erinnern soll. Durch die Brunnenstraße floss das Wasser dem Unteren Markt zu, wo es sich mit dem Wasser der Kürtelbecke vereinte.
Ein Arm der Brunne soll die Bahnhofstraße hinab über den Oberen Markt verlaufen und der Kürtelbecke in der Kanalstraße zugeflossen sein. Dieser soll die Gräfte der alten Fluchtburg an der Christuskirche gespeist haben. Die Originalskizze des Pfarrarchives ist jedoch verschollen.

### Kürtelbecke
Die Kürtelbecke war ein offener Graben, der die Kanalstraße hinab floss. Seinen Ursprung hatte das Wasser im Bereich des heutigen Nordfriedhofes.

### Plane
Vom Bereich des Unteren Marktes an hieß der Bach Plane. Er folgte der Bachstraße und mündete in den Merschwiesen in die Aa. Die heute verlegte unterirdische Leitung des Baches verläuft jedoch der Groner Allee entlang zur Aa.

## Verrohrung
Die Reste der Bäche wurden um 1900 verrohrt. Bei der Sanierung der Innenstadt in den 1980er Jahren ist die alte Verrohrung durch eine neue Wasserdichte ersetzt worden. Seit dieser Erneuerung der Verrohrung ist der Grundwasserstand am Unteren Mark zum Schaden der Hausbesitzer gestiegen.

## Gegenwart
Am 29. Juli 2005 erwachte die Plane für einige Stunden zu neuem Leben, als ein Sommergewitter große Wassermassen auf Ibbenbüren entlud. Die Kürtelbecke und die Brunne verließen ihre Verrohrung, die die Wassermassen nicht fassen konnte und überfluteten den Unteren Markt und Teile des weiteren ehemaligen Verlaufs.